# معدل السنة الحياتية للإعاقة

معدل السنة الحياتية للإعاقة لجميع الأسباب لكلّ 10,000نسمة في عام 2004.
لا توجد بيانات
أقل من 9250
no data
less than 9250
9250-16000
16000-22750
22750-29500
29500-36250
36250-43000
43000-49750
49750-56500
56500-63250
63250-70000
70000-80000
أكثر من 80000

معدل السنة الحياتية للإعاقة أو سنوات الحياة الصحية المفقودة أو سنوات العمر المصححة باحتساب العجز (DALY) هو مقياس لعبء المرض العامّ، يعبّر عنها بعدد السنوات الضّائعة من العمر بسبب اعتلال الصحة، الإعاقة أو الوفاة المبكّرة.طوِّر أساساً من قبل منظمة الصحة العالمية، لقد أصبح شائعاً بشكل متزايد في مجال الصحة العامة وتقييم الأثر الصحي (HIA). إنّه «يوسّع مفهوم السنوات المحتمل خسارتها من الحياة بسبب الموت المبكّر...ليشمل السنوات المكافئة من الحياة الصحية الّتي فُقدت بسبب الوجود في دول الصحة السيئة أو الإعاقة». عند القيام بذلك، الموت والمرض يُجمعان في موزون واحد مشترك.
تقليدياً، عوائق الصحة عُبّر عنها باستخدام مقياس واحد :(العدد المتوقّع أو المتوسط ل) سنوات العمر المفقودة(YLL). هذا المقياس لا يأخذ تأثير الإعاقة في الاعتبار، والّتي يمكن التعبير عنها من خلال: السنوات المعاشة مع الإعاقة. معدل السنة الحياتية للإعاقة يُحسب بأخذ مجموع هذين العنصرين. في الصيغة:
DALY=YLL+YLD.
يعتمد DALY على قبول أنّ المقياس الأنسب لآثار المرض المزمن هو الوقت، كِلا الوقت المفقود بسبب الوفاة المبكّرة والوقت الّذي انقضى عاجزاً بسبب المرض.واحد DALY ,لذلك، يساوي سنة واحدة من الحياة الصحية المفقودة. إحصائيّات متوسّط العمر المتوقّع لليابانيّين تستخدم كمعيار لقياس الموت المبكّر، بما أنّ اليابانيين لديهم متوسّطات العمر المتوقّعة الأطول. النّظر إلى عبء المرض عن طريق DALY يمكن أن يكشف أشياء مفاجئة حول صحّة السكان. على سبيل المثال، تقرير منظمة الصحة العالمية لعام 1990 أشار إلى أنّ 5 من أبرز 10 أسباب للإعاقة كانت: الأمراض النفسية.الأمراض النفسية والعصبية هي سبب ل 28% من جميع السنوات المعاشة مع الإعاقة، لكن فقط 1,4% من جميع الوفيّات و1,1% من سنوات الحياة المفقودة. هكذا، اضطرابات نفسية، في حين لا تعتبر مشكلة وبائية رئيسيّة، إلّا أنّها تظهر باعتبار أنّ سنوات الإعاقة لها تأثير هائل على السكّان.

## الترجيح الاجتماعي
ثمّة فرق حاسم بين درسات DALY هو استعمال «الترجيح الاجتماعي» ,الّذي فيه تعتمد قيمة كل سنة من الحياة على العمر. عموماً ,السنوات التي نعيشها كشباب بالغين تقدّر قيمتها أكثر من السنوات التي نقضيها كأطفال صغار أو كبار في السن.نظام الترجيح هذا يعكس اهتمام المجتمع بمعدّل الإنتاج وحصوله على عائد من استثماره في تعليم الأطفال.استثمار المجتمع قليل نسبيّاً في الأطفال الصغار جدّاً ,وقد حصل فعلاً على عوائد كبيرة من استثماره في الناس الأكبر.الشباب البالغين، مع ذلك، تلقّوا أكبر قدر ممكن من الاستثمار و، في بداية حياتهم العمليّة، كانت لديهم أقلّ فرصة للمجتمع للاستفادة من استثماره.
دراسة العبء العالمي للمرض (GBD) 2001-2002 تحسب سنوات الحياة على حد سواء، لكن دراسات GBD 1990 وGBD 2004 تستخدم الصيغة التالية:
W = 0.1658 Ye-
0.04Y
حيث Y هو العمر في السنة الّتي عاشها وW هي القيمة المسندة إليها قريبة لقيمة متوسطة من 1.
في هذه الدّراسات السّنوات المقبلة خُفّضَت كذلك لنسبة 3%, بحيث أنّ العام المرجّح لإنقاذ الحياة في العام المقبل يساوي 97% من عام لإنقاذ الحياة هذا العام.
تأثيرات التّفاعل بين متوسّط العمر المتوقّع والسنوات المفقودة، التخفيض, والترجيح الاجتماعي معقّدة، اعتماداً على شدّة ومدّة المرض.على سبيل المثال، المعايير المستخدمة في دراسة العبء العالمي للأمراض 1990 تعطي عموماً وزناً أعظم للوفيّات في أيّ سنة قبل عمر39 من بعد ذلك، مع وفاة حديث الولادة المرجح في 33 DALY ووفاة شخص يتراوح عمره 5-20 مرجح في تقريباً 36 DALY.

## أمثلة حسب البلد

### أستراليا
سرطان (25.1/1,000), قلبي وعائي (23.8/1,000), مشاكل عقلية (17.6/1,000), عصبية (15.7/1,000), التنفسي المزمن (9.4/1,000), ومرض السكري (7.2/1,000) هي الأسباب الرئيسية لسنوات جيدة من الحياة المتوقّع فقدها بسبب المرض أو الموت المبكر.

### معدّلات اضطراب ما بعد الصدمة للبلدان ال25 الأكثر سكّاناً
جدول مقارنة معدّلات PTSD DALY لبلدان العالم ال25 الأكثر سكّاناً قد يوجد في قسم علم الأوبئة لمقالة ويكيبيديا اضطراب ما بعد الصدمة.مقارنة هذا المعدّل عبر هذه البلدان يوضّح أن المنطقة الأكثر تأثّراً من مناطق العالم باضطراب ما بعد الصدمة هي آسيا.

### التاريخ والاستخدام
معدل السنة الحياتية للإعاقة وُضعت فكرته العامّة أولاً من قبل موراي ولوبيز في العمل المنفَّذ مع منظمة الصحة العالمية والبنك الدولي المعروف باسم دراسة العبء العالمي للمرض ,الذي نُشر في 1990.هو الآن مفتاح قياسي يستخدم من قبل الأمم المتحدة لمنظمة الصحة العالمية في مثل هذه المنشورات كعبئها العالمي للمرض.

## وصلات خارجية
- تعريف منظمة الصحة العالمية
- القياس والاستخدام